# Баба (гора, Турция)
Баба (Бабадаг, устар. Краг; тур. Babadağ) — гора рядом с городом Фетхие в провинции Мугла, на юго-западе Турции.
Гора имеет основной пик высотой 1969 м. Второй пик, называемый Каратепе, имеет высоту 1400 м. Эти две вершины разделены долиной, поэтому Бабадаг также иногда называют горным хребтом. Гора сложена преимущественно известняком. На её склонах произрастают разнообразные растения, в том числе эндемик Acer undulatum и леса ливанского кедра.
Вершина также отличается близостью к морю (менее 5 км). Это один из факторов, который делает её особенно подходящим и популярным местом для полётов на параплане.

## Бабадаг, гора Краг и Антикраг
В древние времена гора Краг была главной вершиной Ликии.
Древнегреческий историк и географ Страбон, который в своей «Географии» описывает местность с запада на восток, после мыса Тельмисиды, упоминает «Антикраг», на котором находится населённый пункт Кармилесс, а затем Краг, который имеет восемь «вершин» (или он имел в виду «мысов»), и одноимённый ликийский город. Другой город Пинара находился у подножья Крага.
Существуют монеты города Краг периода Римской империи, с эпиграфом Λυκιων Κρ. или Κρα. или Κραγ. Хребет Антикраг и Краг представлен на карте в Спратта и Форбса как идущий на юг от окрестностей Телмисса и образующий западную границу нижнего бассейна реки Ксанф. Южная часть — это Краг. Направление хребта показывает, что он должен выходить к морю в виде мыса. На карте побережья Карамании Фрэнсиса Бофорта указывается высота Антикрага — 6000 футов. Исследование этого побережья Бофортом началось в Едибуруне, что означает «Семь Мысов», узле высоких и скалистых гор, которые, вероятно, являлись древней горой Краг из Ликии. Руины города Пинара, как описывал их Страбон, находятся в восточной части этого хребта, примерно на полпути между Телмиссом и окончанием хребта на южном побережье. Между вершинами Краг и Антикраг существует перевал. Между двумя главными пиками находится равнина в 4000 футах над уровнем моря, и над ней более чем на 2500 футов возвышается самая высокая вершина Краг. Первая половина подъёма на вершину с равнины лежит через густой лес, а остальная — через голые скалы. С вершины открывается вид на всю равнину Ксанфа. Склон со стороны моря настолько крут, что с вершины видны волны, разбивающиеся о подножье горы. Представляется, что Страбон прав, когда он описывает долину или понижение, разделяющую Антикраг и Краг. Возвышение «Семь Мысов» — это, вероятно, и есть восемь вершин, о которых писал Страбон. Согласно Скилаку и Плинию Старшему, там был мыс Краг, который должен был соответствовать Семи Мысам. В Хиерра Акра в Стадисме, вероятно, также относятся к Семи Мысам. О расположении Крага между Ксанфом и Телмиссом упоминает Помпоний Мела, и он, вероятно, описывает ту же самую часть хребта.

Карта Ликии показывает крупные города, горы и реки. Красные точки — это горные пики, белые точки — древние города

Леса и скалы Крага воспевались поэтами как места, где изредка останавливалась богиня Диана.